# When Fallen Angels Fly
When Fallen Angels Fly är ett studioalbum från 1994 av den amerikanske countryartisten Patty Loveless. Det nådde topplaceringen #8 på den amerikanska countryalbumlistan, och fyra singlar — "I Try to Think About Elvis", "You Don't Even Know Who I Am", "Here I Am" and "Halfway Down" — nådde top 10 på den amerikanska countrysingellistan. Låten "Old Weakness (Coming on Strong)" tolkades även Greg Holland 1997 på albumet Exception to the Rule och Delbert McClinton på One of the Fortunate Few. Både  "Old Weakness" och"Over My Shoulder" tolkades 2002 av Tanya Tucker på albumet Tanya.
When Fallen Angels Fly vann CMA-utmärkelsen "Årets album" 1995.

## Låtlista
1. "A Handful of Dust" (Tony Arata) – 3:05
2. "Halfway Down" (Jim Lauderdale) – 3:45
3. "When the Fallen Angels Fly" (Billy Joe Shaver) – 4:33
4. "You Don't Even Know Who I Am" (Gretchen Peters) – 4:04
5. "Feelin' Good About Feelin' Bad" (Emory Gordy, Jr., Jim Rushing) – 3:18
6. "Here I Am" (Arata) – 2:59
7. "I Try to Think About Elvis" (Gary Burr) – 2:49
8. "Ships" (Peters) – 3:42
9. "Old Weakness (Coming On Strong)" (Gary Nicholson, Bob DiPiero) – 2:59
10. "Over My Shoulder" (Roger Murrah, Marcus Hummon) – 4:22

## Medverkande
- Emory Gordy Jr.: Producent
- Mixad av Derek Bason & John Guess
- Tekniker: av Bob Bullock, Amy Hughes, Craig White & Marty Williams
- Masterad av Glenn Meadows
- Eddy Anderson – slagverk
- Richard Bennett – akustisk gitarr, elgitarr
- Kathy Burdick – bakgrundssång
- Jerry Douglas – slidegitarr
- Glen Duncan – fiol
- Stuart Duncan – mandolin, fiol
- Pete Finney – steelguitar
- Paul Franklin – steelguitar
- Sonny Garrish – steelguitar
- Steve Gibson – akustisk gitarr, elgitarr, mandolin
- Emory Gordy, Jr. – basgitarr
- Owen Hale – trummor
- Jimmy Hall – bluesharpa
- Tim Hensley – bakgrundssång
- John Hobbs – piano
- John Barlow Jarvis – piano
- Mike Lawler – klaviatur
- Liana Manis – bakgrundssång
- Donna McElroy – bakgrundssång
- Carmella Ramsey – bakgrundssång
- Dawn Sears – bakgrundssång
- Harry Stinson – trummor, bakgrundssång
- Biff Watson – akustisk gitarr
- Paul Worley – akustisk gitarr
- Curtis Young – bakgrundssång